# Sonnenstein
Pour les articles homonymes, voir Sonnenstein.
Sonnenstein est une commune allemande située dans l'arrondissement d'Eichsfeld en Thuringe.

## Géographie
Sonnenstein est située au sud du massif du Harz, à la frontière avec le Land de Basse-Saxe.

## Quartiers
- Bockelnhagen
- Epschenrode
- Gerode
- Holungen
- Jützenbach
- Silkerode
- Steinrode
- Stöckey
- Weilrode
- Weißenborn-Lüderode
- Werningerode
- Zwinge

## Histoire
La commune a été créée le 1er décembre 2011 lors de la fusion des anciennes communes autonomes de Bockelnhagen, Holungen, Jützenbach, Silkerode, Steinrode, Stöckey, Weißenborn-Lüderode et Zwinge.

## Patrimoine
- Abbaye de Gerode, ancienne abbaye bénédictine, aujourd'hui en ruines.